# Ruine Dunkelstein (Ternitz)

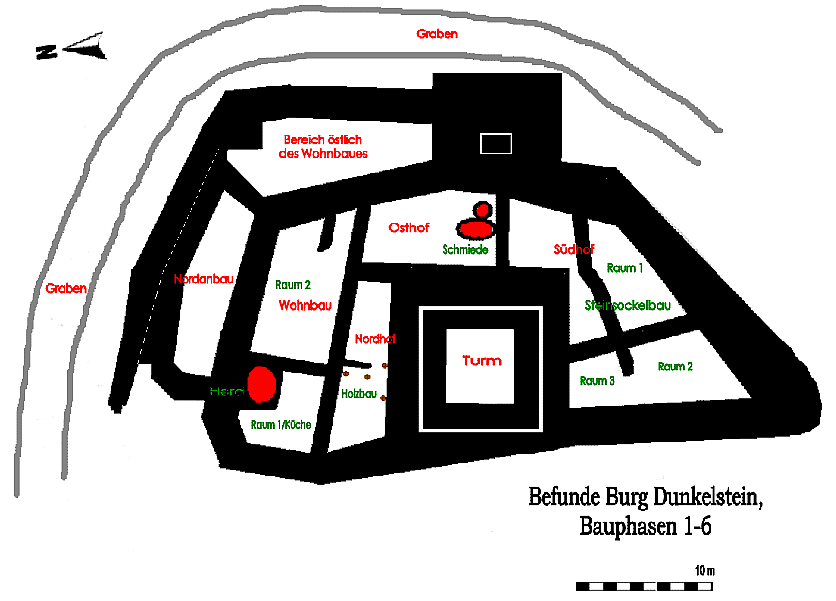
Befundskizze, Bauphasen 1–6

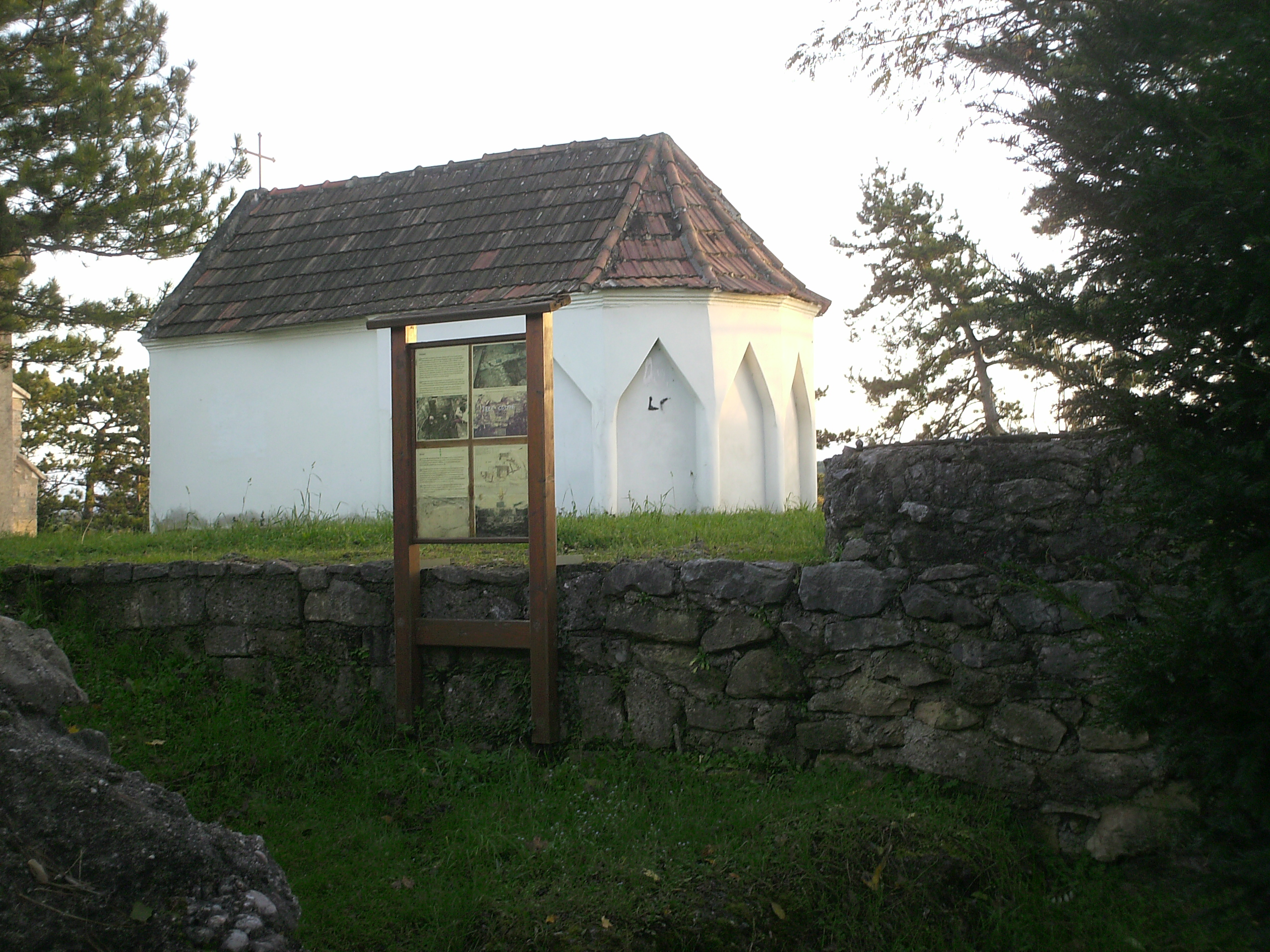
Blick auf die NW-Ecke des Turmes mit Einfassung der Vorratsgrube, im Hintergrund die Heiligengrabkapelle

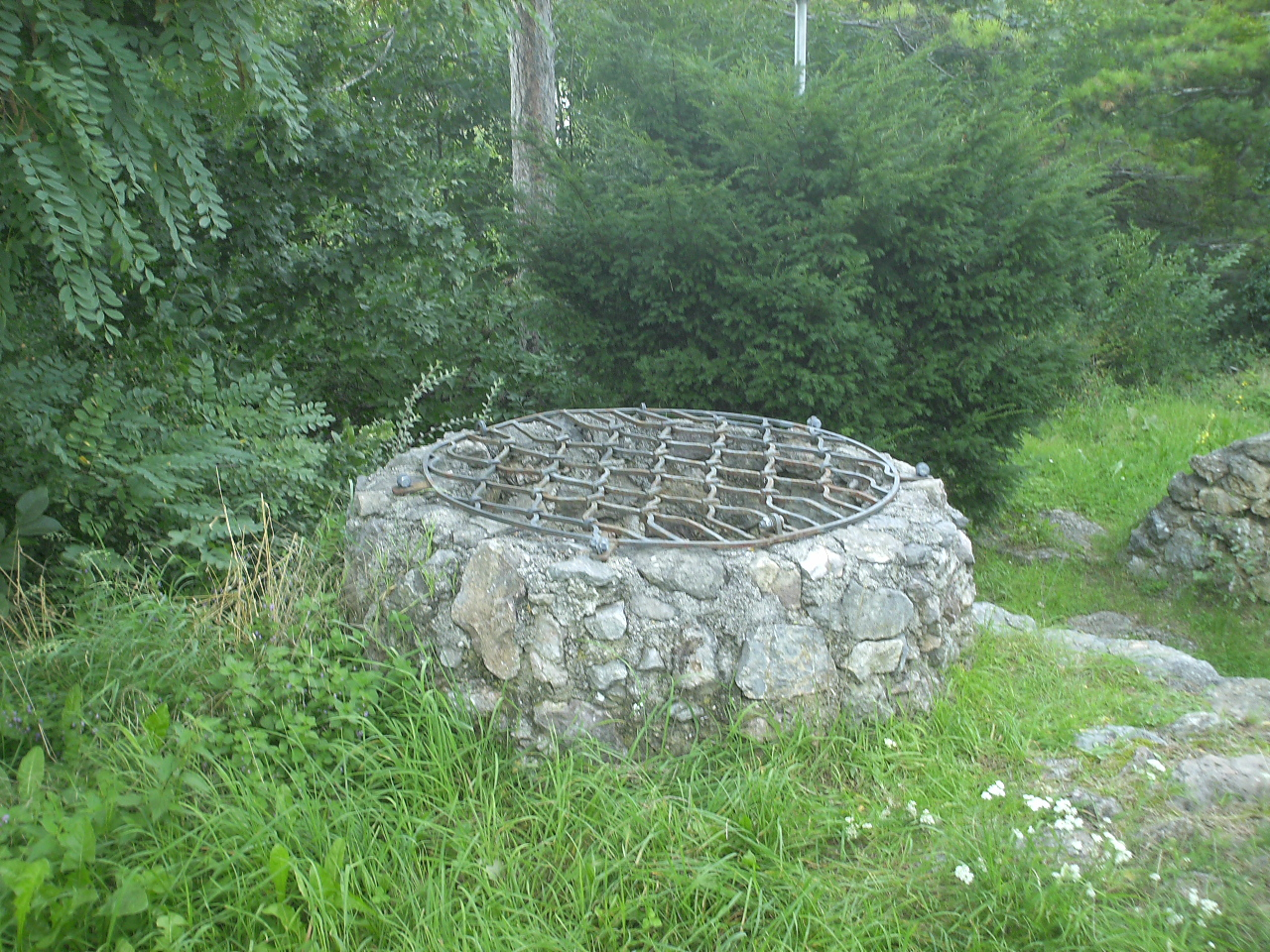
Neuzeitliche Einfassung der Vorratsgrube, fälschlicherweise oft als Zisterne bezeichnet

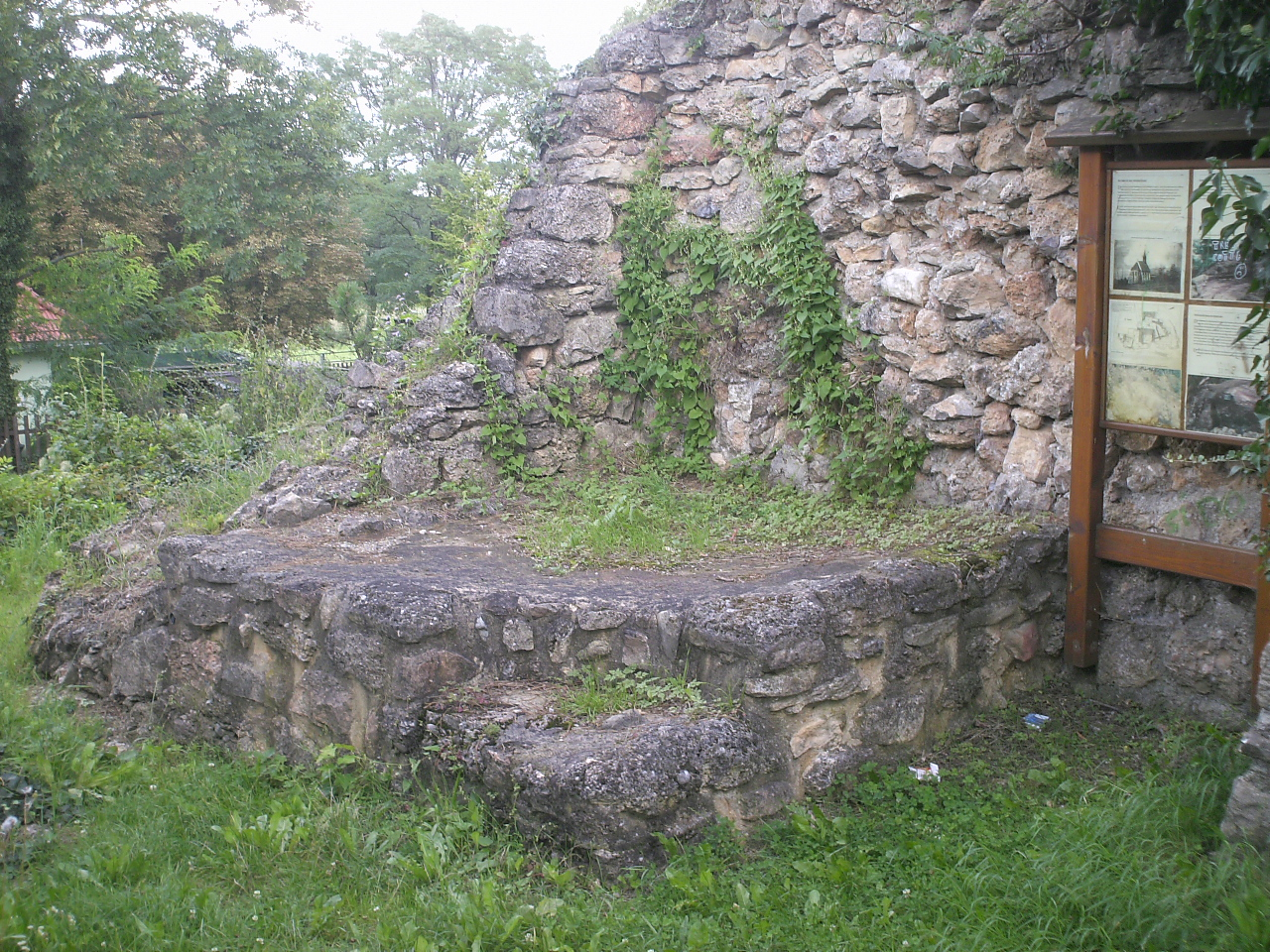
Replik des Tischherdes in Raum eins

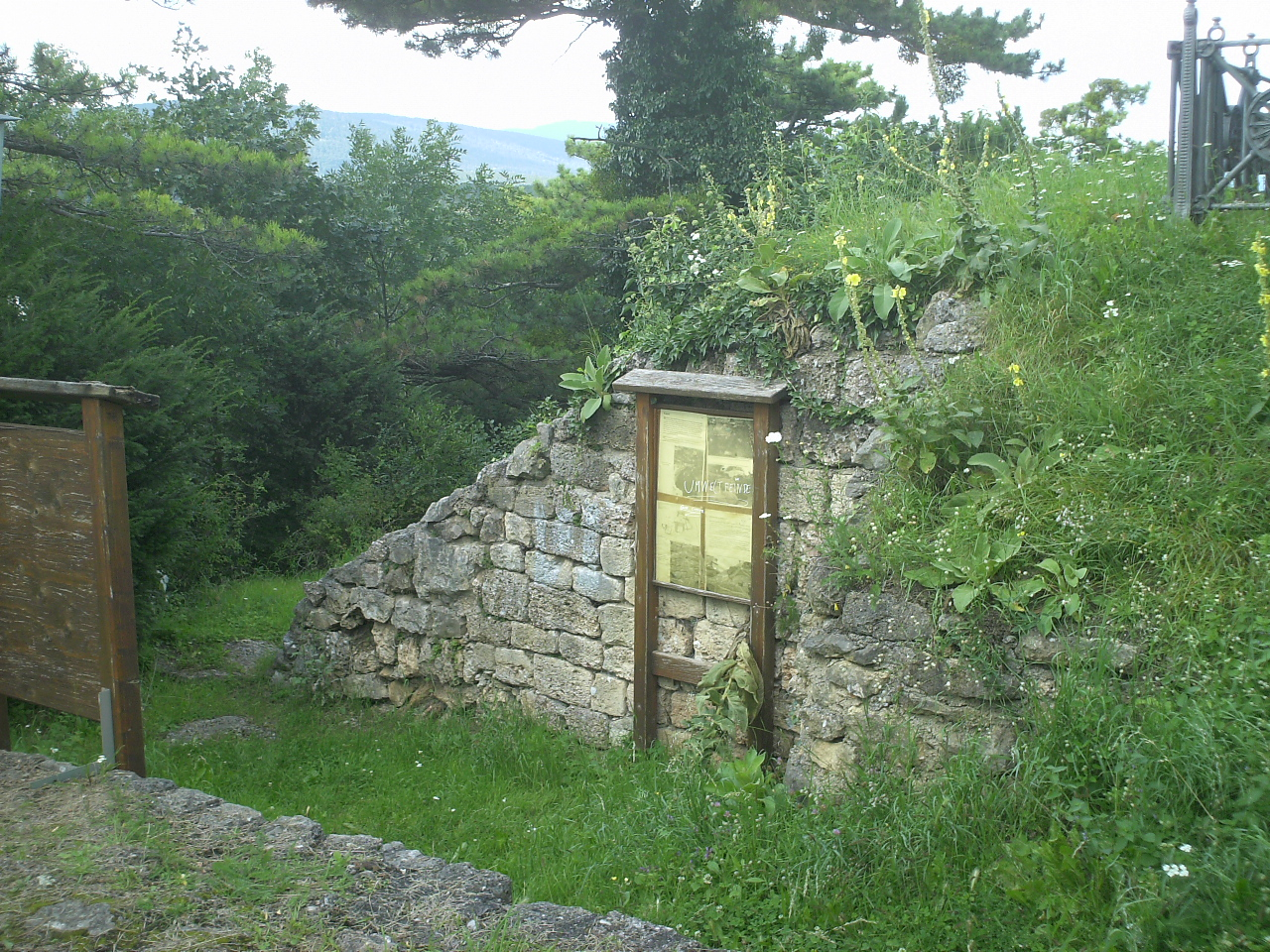
Südmauer des Wohngebäudes

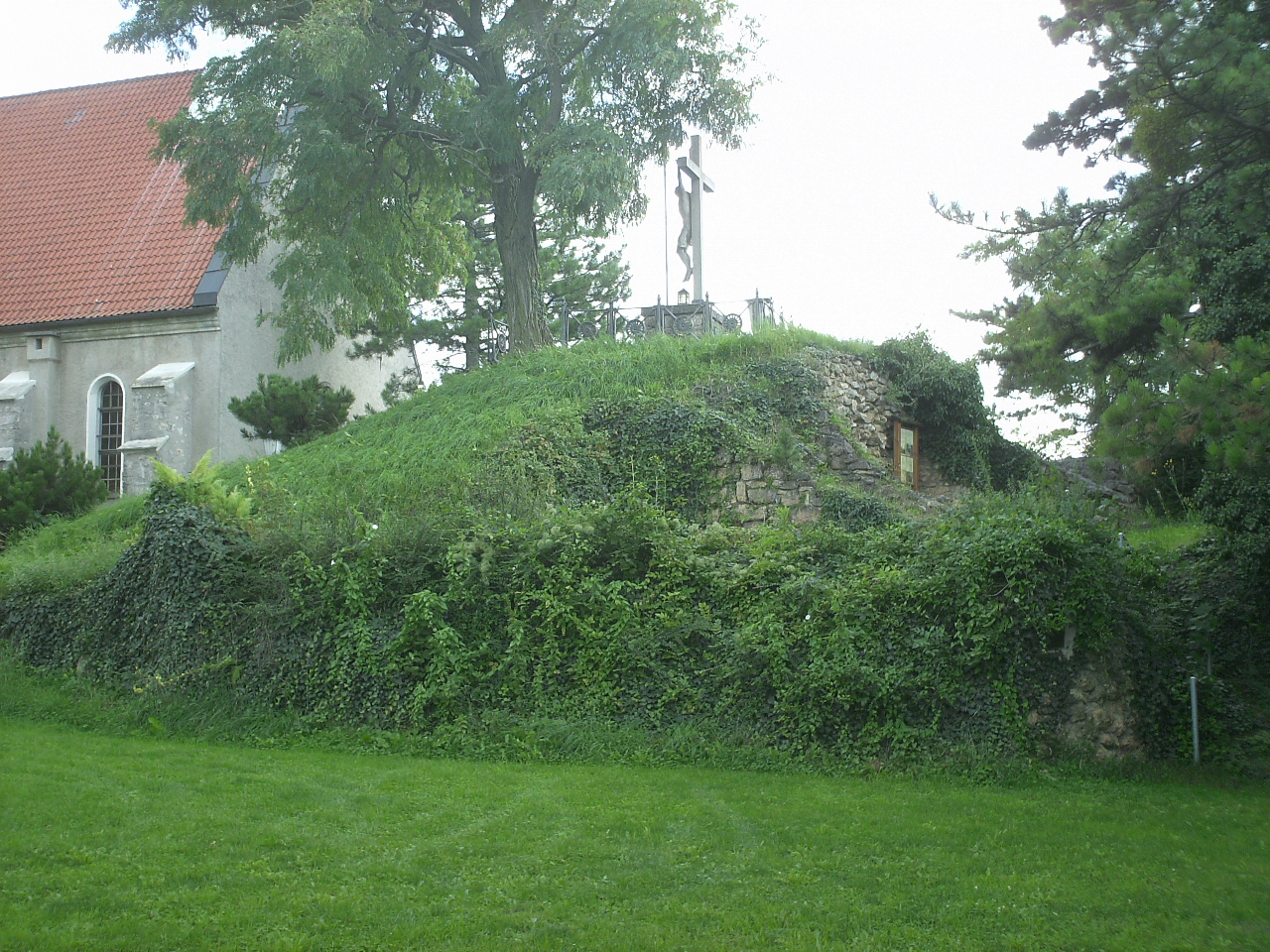
Kalvarienberg mit Heimkehrerkreuz

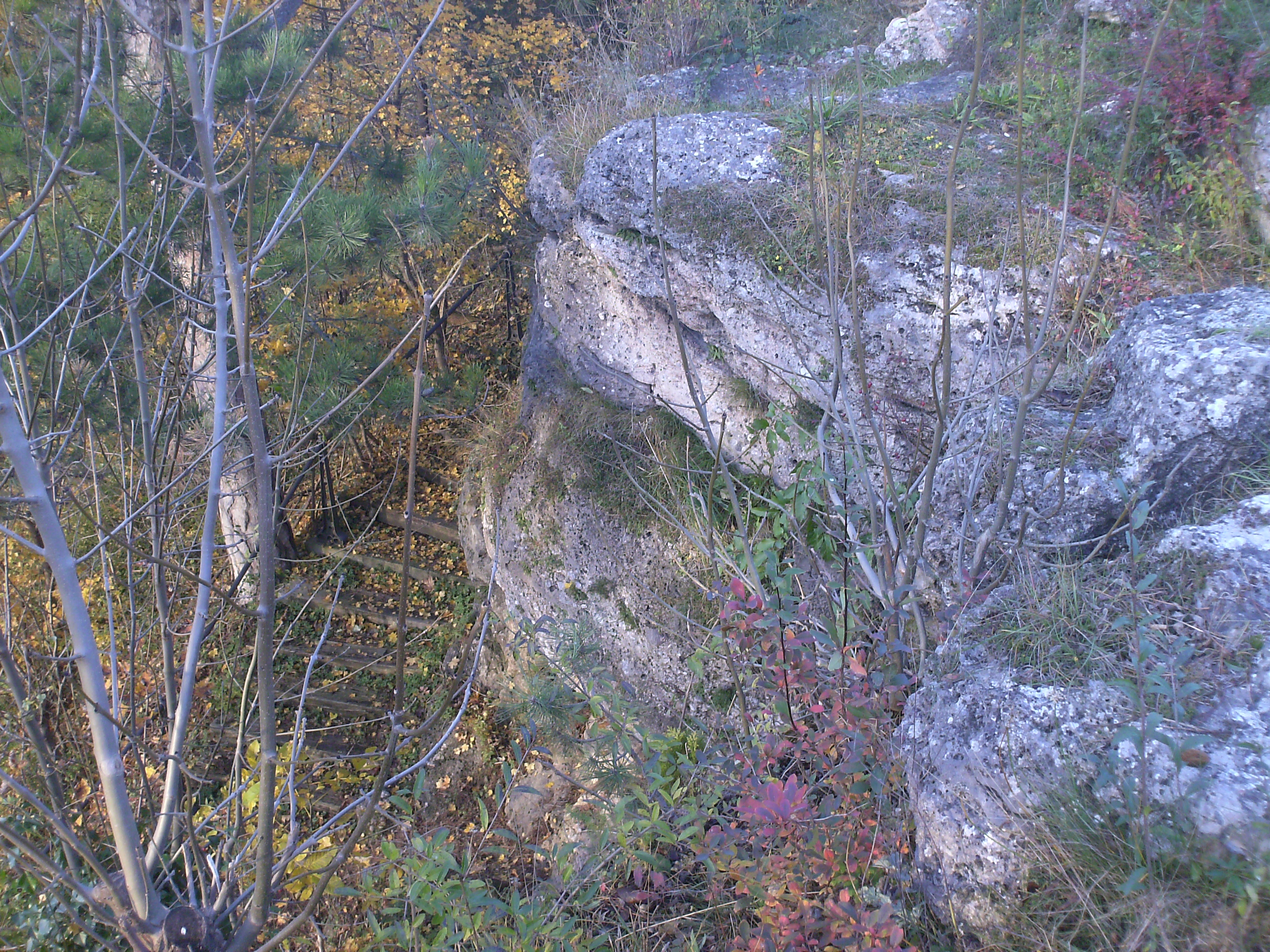
Der westliche Felsabbruch

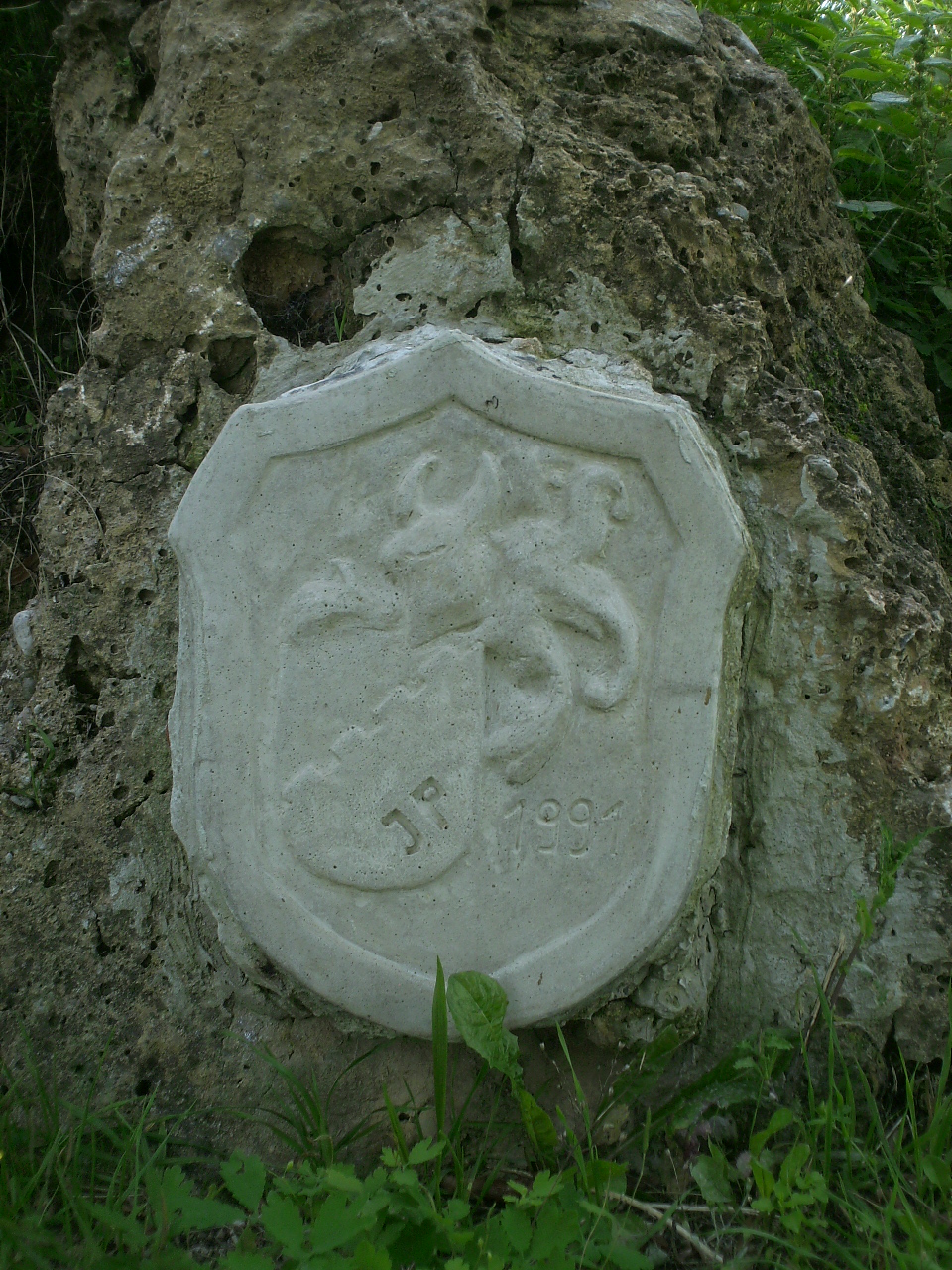
Wappen der Dunkelsteiner

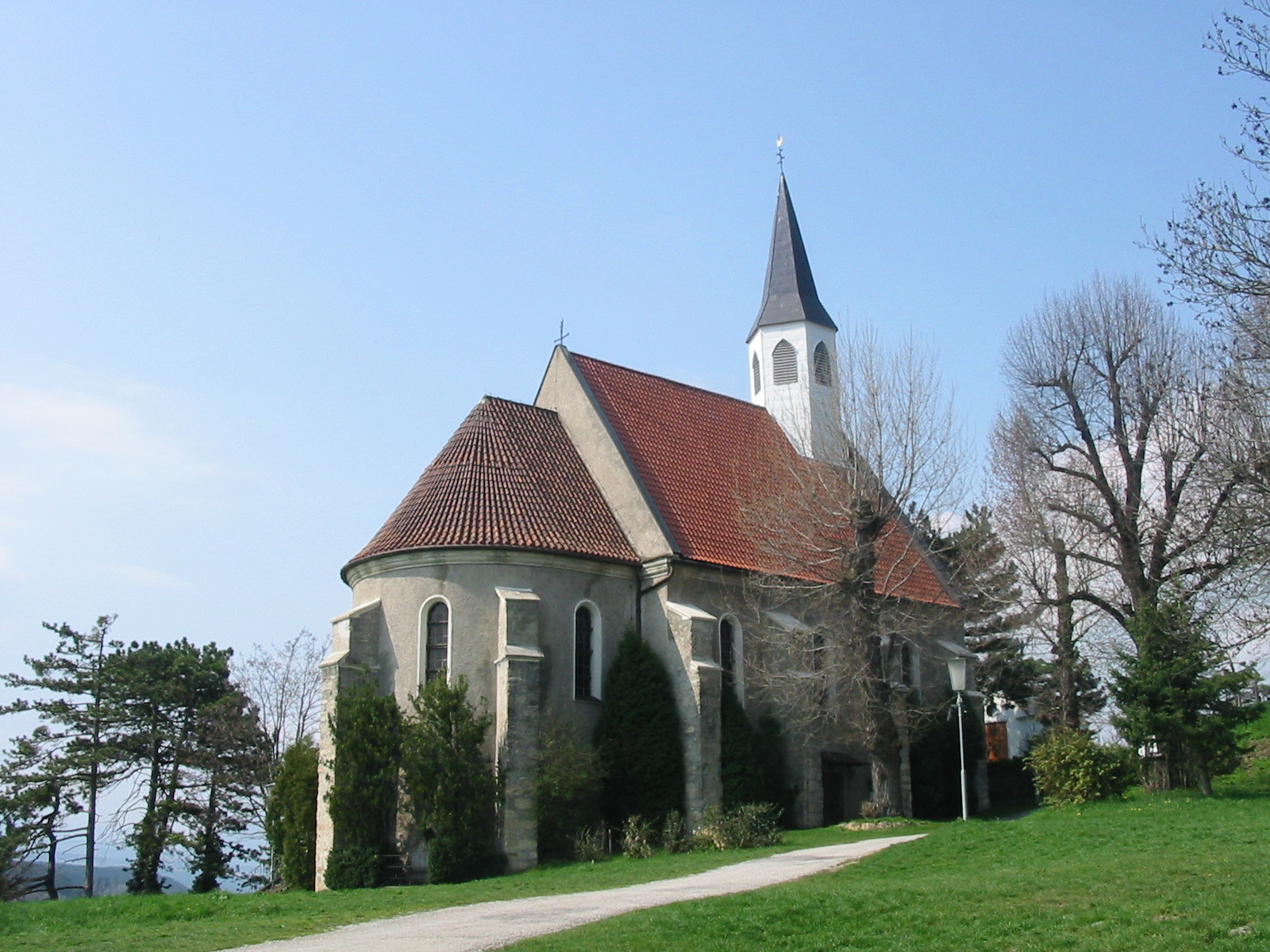
Peter- und Paulskirche

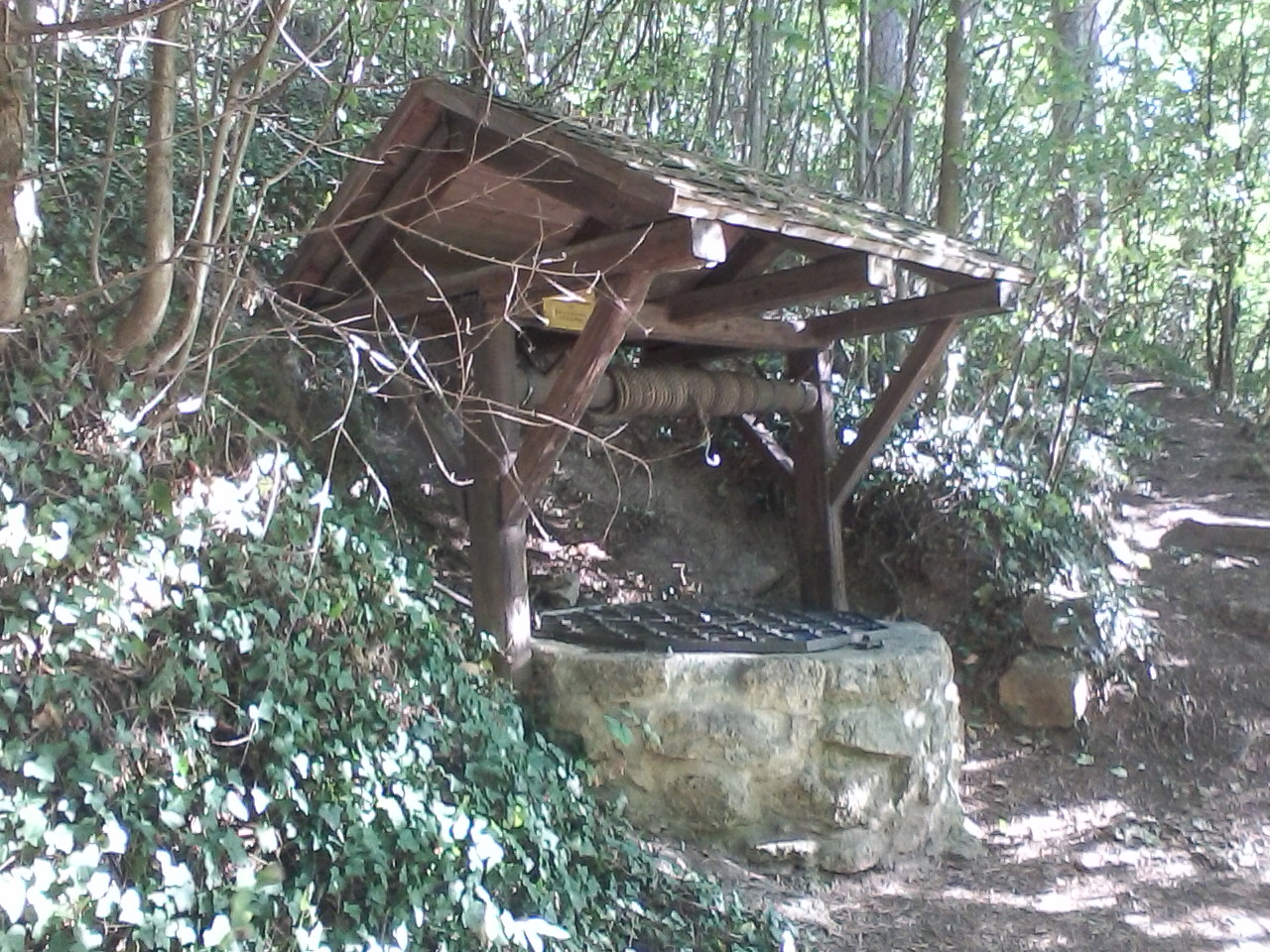
Sogenannter Burgbrunnen am Fuß des Petersberg, renoviert 1997

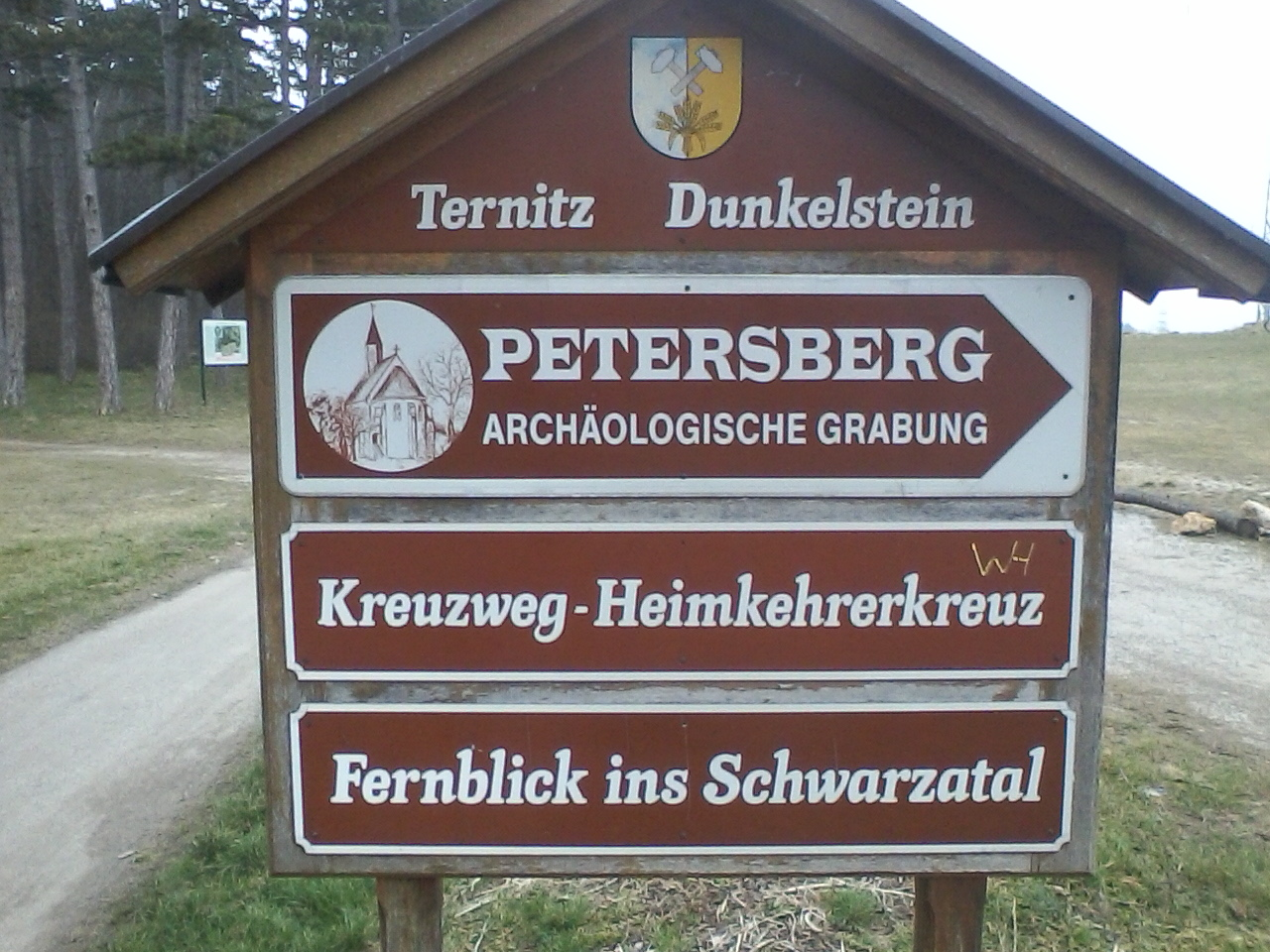
Wegweiser zu den archäologischen Ausgrabungen am Radwegsabschnitt Peterwald

Die Ruine Dunkelstein ist die Ruine einer Höhenburg auf dem Petersberg oberhalb der Katastralgemeinde Dunkelstein, Stadt Ternitz, Bundesland Niederösterreich in Österreich.
Bei der Anlage handelt es sich heute um einen sogenannten Burgstall oder eine abgegangene Burg. Die ursprüngliche, mehrphasige, teilweise von einem Graben umgebene Turmburg wurde im 12. Jahrhundert erbaut, bestand bis in die erste Hälfte des 13. Jahrhunderts und war Sitz des Adelsgeschlechtes der Dunkelsteiner. An der Stelle der Burg steht heute die barocke St.-Peter-und-Paul-Kirche, westlich von ihr befindet sich ein kleines Plateau mit der Heiligengrabkapelle und dem Kalvarienberg bzw. dem Heimkehrerkreuz, der Endpunkt eines vom nahen Neunkirchen heranführenden Kreuzweges. Die Reste der Burg waren bis zu den Grabungen ab den 1990er Jahren nicht sichtbar. Von 1992 bis 1999 wurden sie zum größten Teil von Archäologen der Universität Wien freigelegt und untersucht. Das Grabungsareal wurde nach Abschluss der archäologischen Untersuchungen zu einem Schaugelände umgestaltet.

## Lage
Der aus Sandstein und Kalken (sogenanntes Rohrbacher Konglomerat) zusammengesetzte, ca. 412 m hohe Petersberg befindet sich auf einer rechts der Schwarza gelegenen Niederterrasse. Sein Terrain steigt in Norden und Osten sanft an und bricht im Süden und Westen steil ab. Das Areal der Burg ist heute zum großen Teil von der in der Barockzeit errichteten Peterskirche und dem Kalvarienberg überbaut.

## Forschungsgeschichte
Der Standort der Festung wurde aufgrund von Schriftquellen und einer Volkssage von einer versunkenen Burg schon seit dem 19. Jahrhundert auf dem Petersberg vermutet. Eine erste umfangreichere Abhandlung über sie verfasste Moritz Alois Becker in der Topographie von Niederösterreich (1879–1885). Sie hatte vor allem die historischen Quellen zum Thema. Auf Konstruktion und Aussehen der Burg wurde dabei nicht näher eingegangen.
Die Lage der Burg konnte schließlich von Werner Höld zweifelsfrei bestimmt und auf einem Plan eingetragen werden, der 1953 publiziert wurde. Waldemar Baumann fertigte danach einen aquarellierten Plan und eine Rekonstruktion der Burg an, die er 1968 und 1977 veröffentlichte. Die ersten Grabungen am Petersberg führte 1965 Johann Bernath am westlichen Felsabbruch durch. Bernarth legte dabei unter anderem Mauerreste frei. Eine Brandschicht deutete er als Spuren der gewaltsamen Zerstörung der Burg. Nahe am Kreuzhügel stieß Bernath auf die Reste einer Küche. Die These, dass hier einst auch ein römischer Wachturm stand, wurde durch seine Grabungen eindeutig widerlegt. Da Bernath kein promovierter Archäologe war, erregten seine Entdeckungen in der Fachwelt nur wenig Aufmerksamkeit. In den 1960er Jahren dürften auf dem Petersberg auch Raubgräber ihr Unwesen getrieben haben.
1992 legte Johann Past, ein Mitarbeiter der Hoyos’schen Forstverwaltung, bei Gartenarbeiten die Südmauer des Wohnbaues frei. Im gleichen Jahr wurden im Auftrag der Stadtgemeinde Ternitz die ersten wissenschaftlichen Grabungen unter der Leitung von Falko Daim (Institut für Ur- und Frühgeschichte der Universität Wien) in die Wege geleitet. Dabei konnten auch Besiedelungsspuren aus der späten Jungsteinzeit, der Urnenfelderzeit und der frühen Hallstattzeit beobachtet werden. In weiterer Folge wurden die einzelnen Bauabschnitte der Burg erforscht und dokumentiert. Auch der Bereich im Vorfeld der Kirche wurde untersucht, dabei ein weiteres Wirtschaftsgebäude entdeckt und teilweise freigelegt. Auch ein bis dahin unbekanntes Gräberfeld nordöstlich der Peterskirche sowie die Vorgängerin der Peterskirche wurden untersucht. Bis 1999 konnten die Areale der Hochburg, der Vorburg östlich der Kirche und des mittelalterlichen Gräberfeldes umfassend erforscht werden.
Unter den sichergestellten Funden ist besonders ein Münzhortfund aus dem 15. Jahrhundert erwähnenswert sowie ein Siegel des Pitrolf von Dunkelstein aus dem 13. Jahrhundert, das älteste bisher in Niederösterreich gefundene Exemplar dieser Art. Weiters wurden zahlreiche Keramiken, Spinnwirteln, Spielwürfel, ein eiserner Schlüssel und Gewandfibeln aus der Römerzeit geborgen. Die Funde sind im neuen Ternitzer Stadtmuseum (Stahlstadtmuseum) ausgestellt.

## Entwicklung
Die Burgherren, Ministeriale aus dem niederen Adel, stammten aus dem Geschlecht der Dunkelsteiner, das erstmals gegen Mitte des 12. Jahrhunderts im Umfeld der Markgrafen von Steyr historisch fassbar wurde und die letztmals 1222 als Gefolgsleute der Babenbergerherzöge bekannt waren. Ihr Name geht vermutlich auf einen slawischen Personennamen zurück. Die archäologisch erschließbare Datierung der Festung umfasst etwa denselben Zeitraum. Der Baubeginn kann, nach dem Keramikspektrum zu urteilen, um 1100 angenommen werden, die jüngsten Keramikfunde sind noch vor die Mitte des 13. Jahrhunderts einordnen.
Als erster namentlicher Vertreter erschien ein Adalbero von Dunkelstein um 1120. Dieser ist möglicherweise mit Adalbero vom Ennstal (1123–1130) identisch. Zunächst dienten sie den Feistritzern und wurden wohl zwischen 1123 und 1130 in die Gefolgschaft von Markgraf Ottokar III. aufgenommen. Um 1146 wurde ein „Henricus de Domechinstein“ (Heinrich von Dunkelstein) urkundlich erwähnt. Er hatte vor allem in der Gegend um Wiener Neustadt seine Besitzungen (Weikersdorf, Saubersdorf) und kämpfte als Ritter im Heer des Zweiten Kreuzzuges (1146–1149), dürfte jedoch aus diesem nicht mehr zurückgekehrt sein. Etwas später fungierten die Dunkelsteiner als Zeugen bei Schenkungsurkunden der Ottakare, ab 1200 auch für die Babenberger. Neben den Gütern im südlichen Wiener Becken, hatten sie auch in der Oststeiermark einige Besitzungen und scheinen dort im Hochmittelalter maßgeblich die Kolonisierung dieser Ländereien vorangetrieben zu haben. 1222 erschien mit „Albero de Dunehensteine“ zum letzten Mal ein Vertreter dieses Geschlechts – als Zeuge – in einer Urkunde Herzogs Leopolds VI., aufgesetzt im ägyptischen Damiette während des Fünften Kreuzzuges (1219).
Die Burg wurde vermutlich bei den Auseinandersetzungen zwischen dem Stauferkaiser Friedrich II. und dem namensgleichen letzten Babenbergerherzog, Friedrich II., dem Streitbaren, gegen Mitte des 13. Jahrhunderts zerstört. Als steirische Ministeriale standen die Dunkelsteiner auf Seiten des Babenbergers. In der Grabungsschicht 5 wurde eine größere Anhäufung von Tüllengeschoßspitzen gefunden, die wohl bei der Belagerung eingesetzt worden waren. Danach wurde offenbar versucht, die Burg wieder bewohnbar zu machen. Sie wurde jedoch bald darauf wieder verlassen und dem Verfall preisgegeben. Das Geschlecht der Dunkelsteiner starb wahrscheinlich am Ende des 13. Jahrhunderts aus.
1321 erscheint ein „Piterolf von Tunchelstein“, ein Ritter und Geistlicher, in Wahrheit ein Görtschacher und Lehensmann der Puchheimer, in den historischen Quellen. Piterolf war mit ziemlicher Sicherheit nicht mit den Dunkelsteinern verwandt. Zwischen 1369 und 1407 sind Michael (der Bischof) von Dunkelstein, Peter Tunkelstainer und ein Andre von Tunkelstain bekannt. 1401 wurde im Lehrbuch des Habsburgerkaisers Friedrich III. „ein gesloß Tunkhelstain, das abbrochen ist“ erwähnt.
Spätestens ab 1430 dürfte die Herrschaft Dunkelstein in den Besitz der Puchheimer gelangt sein. In diesem Jahr verkaufte Albero von Buchheim das Dorf Dunkelstein seinem Vetter Wilhelm. 1478 wurde die Ruine von dem Puchheimern an Hans Mitterbacher, einem Bürger aus Wiener Neustadt, verkauft. Dieser ließ sie um 1491 abtragen. Aus dem Jahr 1551 ist noch ein „hoff zu Tunckhlstain“ bekannt, es war die letzte mit der Burg in Zusammenhang stehende Nachricht. Wann genau die Familie Hoyos Dunkelstein erwarb, ist nicht bekannt, ihren Stammsitz hatte sie auf Burg Stixenstein. Die Herrschaft Dunkelstein und die im 15. Jahrhundert von den Puchheimern ausgeübte Landgerichtsbarkeit gingen in der Herrschaft Stixenstein auf.

## Burg
Turmburgen mit zentralem Wohn- und Wehrturm und enger Ringmauer waren besonders im 11. und 12. Jahrhundert in den südwestdeutschen Regionen weit verbreitet. Ihr Aufkommen markierte im Hochmittelalter den Beginn einer intensiven Festungsbautätigkeit im südöstlichen Niederösterreich. Bei Dunkelstein handelt es sich um einen solchen, für diese Zeit typischen Adelssitz, umwehrt von einer polygonalen Ringmauer mit einem 9 m breiten flankierenden Vorbau im Osten, der mit dem äußeren Bering oder Zwinger verbunden war.
Die fast vollständig aus Stein errichtete Burg befand sich westlich der heutigen Petersbergkirche, direkt unter ihr lagen die Wirtschaftsgebäude der Vorburg und ein mittelalterlicher Friedhof. Ihr Kern bedeckte ein Areal von ca. 420 m2 (15 × 28 m). Als Baumaterial wurde ausnahmslos der örtlich reichlich vorkommende Kalkstein verwendet. Die Mauern bestanden aus Bruchsteinmauerwerk mit niedrigen Lagehöhen, abschnittsweise qualitätvollen Quadermauerwerk als Verblendung der Außenseiten und waren steinsichtig verputzt. Die Befestigung war zusätzlich im Norden und Osten von einem noch bis in jüngerer Zeit erhaltenen Sohlgraben gesichert, der teilweise aus dem Fels gemeißelt worden war. Im Nordabschnitt wurde mit dem Aushubmaterial ein kleiner, zwei Meter hoher Wall als Annäherungshindernis aufgeschüttet. Später wurde die Grabenwand burgseitig noch durch eine Mauer (Escarpe) befestigt. Das Felsplateau des Osthofes zwischen dem Hauptturm und dem Wohngebäude lag ursprünglich etwa zwei Meter tiefer. Dort befanden sich Fußböden und Begehungshorizonte aus allen Bauphasen der Burg. Der südliche Bereich des Hofes wurde wirtschaftlich genutzt wie der Fund von Werkzeugen, Pflanzenresten, Tierknochen, einige Feuerstellen und der Reste eines zweiphasigen Metallschmelz- und Schmiedeofens (hufeisenförmige Esse) gezeigt haben. Später wurde dort noch eine in Stein gefasste Feuerstelle angelegt.
Insgesamt konnten sechs Bauphasen nachgewiesen werden:
- Phase 1

Vor Errichtung der Burg wurde die Hügelkuppe eingeebnet und das stark abfallende Gelände im Osten mit Aufschüttungen aus Steinschutt und Erde angeglichen. Danach zog man die Ringmauer, ein Innengebäude und den Bergfried/Hauptturm hoch und umgab die Anlage im Norden, Süden und Osten mit einem Graben.
- Phase 2

Sie ist vor allem anhand von Baumaßnahmen im Nord- und Osthof erkennbar, die Errichtung eines Wohnbaus am nördlichen Bering und eine kurzzeitig benutzte Baustellenschmiedewerkstätte im Osthof. Die herrschaftlichen Wohnquartiere wurden nun höchstwahrscheinlich aus dem Bergfried in das neue Gebäude verlegt. Im Südhof wurde ebenfalls ein Gebäude auf schmalen Steinschwellenmauern hochgezogen. Im Nordhof entstand zwischen Turm, Wohngebäude und Ringmauer ein Holzständerbau.
- Phase 3

In dieser Periode wurde die Burg markant architektonisch umgestaltet und erhielt ihr endgültiges Aussehen. Die Turmmauern wurden erheblich verstärkt bzw. neu ummantelt. Nord- und Südhof wurden durch Planierungen ebenfalls umgestaltet. Zwischen Turm und Wohnbau wurde eine Mauer angelegt, wodurch eine Art Zwinger entstand. Der Wehrgraben wurde durch eine gegen den Hang gestellte Escarpe verstärkt.
- Phase 4

Sie ist durch sehr fundreiche Schichten in den Höfen gekennzeichnet.
- Phase 5

markiert den Zerstörungshorizont der Burg.
- Phase 6

Errichtung eines provisorischen Gebäudes in der Brandruine nördlich des Wohngebäudes und Erhöhung der Escarpe. Im Wohnbau wurde die Südmauer notdürftig repariert.

### Ringmauer
Die ca. zwei bis drei Meter dicke Außenmauer aus vermörtelten Kalkbruchsteinen zählt – wie schon erwähnt – zur frühesten Bauphase der Burg. Im Norden am Kreuzhügel stand sie noch bis in eine Höhe von zwei Metern. Im Bereich der Kirche befinden sich die spärlichen Reste eines bastionsartigen Vorwerkes. Die Außenmauer könnte in Phase 1 noch zusätzlich von einer vorgelagerten Palisade gesichert worden sein.

### Turm
Der quadratische, zweiphasige Wehrbau stand zentral, wurde vermutlich ebenfalls in der ersten Bauphase der Burg errichtet und maß ca. 7,7 × 8 m. Die Mauern waren 1,38 bis 1,50 Meter dick, bestanden aus vermörteltem Kalkbruch und hatten ursprünglich eine steinsichtigen Kalkputz (sogenannte Pietra Rasa mit Kellenstrich). Sein Innenraum maß 5,1 × 4 m und bedeckte eine Fläche von 25 m2. Im Süden stieß man auf die Reste einer 60 × 60 cm großen Feuerstelle. Der Boden bestand aus Stampflehm. In Bauphase 3 wurden die Turmmauern auf 3,5 m verstärkt, der Grund dafür ist unklar. Möglicherweise wurde der Turm aufgestockt oder es traten statische Probleme auf. Vermutlich waren anfangs dort die Räumlichkeiten des Burgherren untergebracht.
Aufgrund der Funde von verkohlten Getreideresten (Weizen und Roggen) und Tierknochen wird vermutet, dass das Erdgeschoß des Turmes – zumindest zum Zeitpunkt seiner Zerstörung – vorwiegend zur Lagerung von Lebensmitteln verwendet wurde.
Wie die Obergeschoße ausgesehen haben, ist unbekannt. Da der Turm nach seiner Zerstörung durch Steinraub fast vollständig abgetragen wurde, konnte nur wenig Versturzmaterial geborgen werden. Die Archäologen bargen aus dem verbliebenen Trümmerschutt unter anderem das Säulenfragment eines zweiteiligen Fensters (Biforiums).
An der Nordwestecke des Turmes trat bei den Grabungen eine birnenförmig in den Fels geschlagene 1,4–1,8 m tiefe Vorratsgrube für Getreide zutage, die heute auch als Zisterne bezeichnet wird. Ihre Mündung hatte einen Durchmesser von 1,2 m, die fast ebene Sohle verbreiterte sich auf 1,8 m. Pfostenlöcher lassen auf eine Überdachung schließen. Die Grube wurde mit Feuer ausgebrannt, um Schädlinge abzutöten und den Innenraum auszutrocknen. Ihre Mündung konnte nahezu luftdicht verschlossen werden. Sie wurde bei der nachträglichen Verstärkung der Turmmauern überbaut und vorher mit Abfall aufgefüllt. Heute ist sie aus Sicherheitsgründen mit einer Steineinfassung und einem Gitter verschlossen.

### Vorburg
Dieser Teil der Befestigung war durch einen 9,3 m langes und 7,6 m breites Steingebäude geprägt. Es war teilweise unterkellert, vermutlich Bestandteil eines im Hochmittelalter entstandenen Meierhofes und diente unter anderem als Lagerhaus (Funde von Vorratsgefäßen). Möglicherweise stand dort auch ein Webstuhl (Spuren unregelmäßig angeordneter Pfostenlöcher). Vielleicht war dort auch der Pfarrhof der (vermuteten) nahegelegenen Kirche untergebracht. Im 14. Jahrhundert wurde das Gebäude zerstört.

### Innenbebauung
Wohnbau: In Bauphase 2 wurde ein rechteckiges, vermutlich ca. 16,4 × 5,5 m messendes, im Erdgeschoß zweiräumiges Gebäude in der Nordecke der Hochburg errichtet. Aufgrund seiner Position neben dem Kreuzhügel konnte es nur in kleinen Abschnitten untersucht werden. Am besten erhalten war seine Südmauer, die auf eine Länge von ca. 17 m verfolgt werden konnte. Ihre Stärke betrug zwischen 70 und 85 cm. Teilweise war sie noch bis in eine Höhe von 1,74 m erhalten. Sie bestand aus sorgfältig behauenen, vermörtelten Kalksteinquadern, die auf einem 50 cm hohen Bruchsteinfundament saßen. Im Mauerwerk befanden sich vereinzelt auch römische Ziegel. Der 28 m2 große Raum 1 im Westen (5,2 × 5,5 m) konnte vollständig untersucht und als Küche mit einem steinernen 2,7 × 2,85 m großen Tischherd (Höhe 50–80 cm) in der Nordostecke identifiziert werden. Seine Platte bestand aus durch die Feuerhitze verziegeltem Lehm. Er war in seiner Nutzungszeit mehrmals ausgebessert worden und verfügte wohl auch über eine Art hölzerne Galgenkonstruktion (Pfostenloch im Nordosten). Die Mitte der Herdplatte wies eine muldenartige Vertiefung auf. Auf der Platte befanden sich Tierknochen und Fragmente von Tongefäßen, die wohl zum Zeitpunkt der Zerstörung der Burg dort gestanden hatten. Rot gebrannte Lehmreste mit Einschlüssen römischer Ziegelfragmente stammten vom Rauchabzug. Nach seiner schweren Beschädigung durch eine Raubgrabung wurde der Herd zwischen 1993 und 1995 von den Archäologen größtenteils abgetragen und durch eine originalgetreue Rekonstruktion ersetzt. In Bauphase 3 war die Küche entweder ins Obergeschoß oder in den Turm verlegt, der Raum möglicherweise als Depot weiterverwendet worden. Raum 2 konnte nur auf einer Fläche von 1,4 × 1 m ergraben werden und hatte aufgrund der Funde (große Menge an Tierknochen, Fragmente eines größeren Vorratsgefäßes) wohl als Speisekammer gedient. Der Küchenboden bestand aus einer Kiesaufschüttung mit Lehmstrich, die auch eine sich quer durch den Raum ziehende Felskluft verfüllte. Im Ostbereich des Wohnbaues befanden sich noch Spuren eines Kalkmörtelestrichs. Die Zwischendecken und die oberen Stockwerke bestanden vermutlich ganz aus Holz. Der Fund von Fragmenten von Becherkacheln lassen vermuten, dass die Räume mit einem Kachelofen beheizt wurden.
Holzbau Nordhof: Das 5 × 3,5 m große Gebäude wurde in Bauphase 3 in Pfosten-Schwellriegeltechnik errichtet. Seine Funktion ist unklar.
Steinsockelbau Südhof: Das zwei- bis dreiräumige, im Grundriss hakenförmige Wohn- und Wirtschaftsgebäude war mehrphasig und stand auf relativ schmalen Fundamentmauern (60 bis 80 cm) im Südwestbereich des Hofes. Es hatte eine Fläche von ca. 64 m2. Raum 1 konnte durch zwei offene Feuerstellen beheizt werden. Die aufgehenden Mauern des Hauses wurden in Fachwerktechnik errichtet.

## Hinweise
Das Schaugelände ist ganzjährig und entgeltfrei zugänglich. Anfahrt: S6, Abfahrt Neunkirchen, links abbiegen auf Bundesstraße 17/Wiener Straße, bei Ortseinfahrt Ternitz/Dunkelstein an der ersten Ampel rechts in die Dunkelsteiner Straße abbiegen. Die erste Querstraße rechts (St.-Peter-Gasse) ist die Auffahrt zum Petersberg, die zum Friedhof führt. Dort sind ausreichend Parkplätze vorhanden. Der Petersberg ist auch über den Radwanderweg Schwarzatal/Euro Velo 9 gut zu erreichen (am Neunkirchner Spitz rechts abbiegen, dann durch die Bundesstraßen-Unterführung links Richtung Ternitz). Die konservierten Mauerreste der Burg befinden sich westlich der Kirche und sind mit Infotafeln versehen.